# Kopropraxie
Kopropraxie (von griech. κοπροπράξις koproprâxis: aus κόπρος kópros, ,Kot‘, ,Dung‘, ,Mist‘, und πράξις prâxis, ,Tat‘, ,Handlung‘, ,Verrichtung‘) ist ein neurologisch-psychiatrisches Symptom, wie es auch beim sogenannten Tourette-Syndrom vorkommt. Kopropraxie beinhaltet das Zeigen unwillkürlicher, obszöner Gesten (Herausstrecken der Zunge, Masturbationsbewegungen, Zeigen des Mittelfingers) und ist dementsprechend sehr belastend sowohl für die Betroffenen als auch für deren Umgebung.